# Itaí
Itaí is een gemeente in de Braziliaanse deelstaat São Paulo. De gemeente telt 24.093 inwoners (schatting 2009).

## Aangrenzende gemeenten
De gemeente grenst aan Arandu, Avaré, Cerqueira César, Coronel Macedo, Itaberá, Itapeva, Paranapanema, Piraju, Taquarituba en Tejupá.